# El matrimonio Sisley
El matrimonio Sisley es un cuadro del pintor francés Pierre-Auguste Renoir. Fue ejecutado en 1868. Se trata de una pintura al óleo sobre lienzo, que mide 105 cm de alto y 70 cm de ancho. Actualmente se conserva en el Museo Wallraf-Richartz de Colonia (Alemania).
Los dos protagonistas del cuadro, como indica el propio título, son Marie y Alfred Sisley, pintor impresionista y gran amigo de Renoir.
Se trata de un cuadro de juventud, en el que aún se conservan rasgos tradicionales en la representación de las figuras. El matrimonio amigo tiene un gesto de cariño, un poco torpe. Sin embargo, el fondo que representa un jardín o parque luminosos, es claramente impresionista.